# ویرجین‌ویل (پنسیلوانیا)

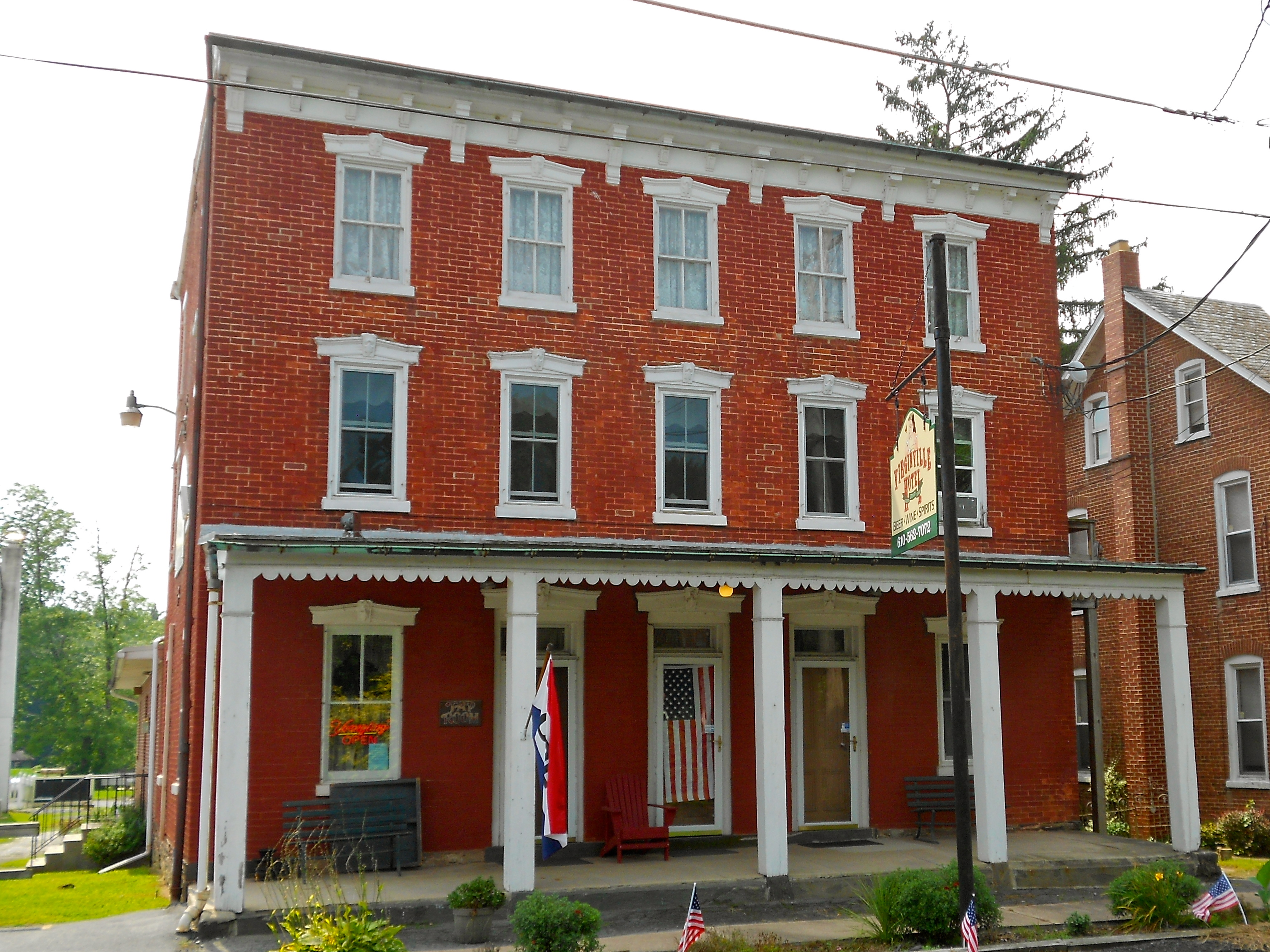
هتل ویرجین‌ویل

ویرجین‌ویل (به انگلیسی: Virginville) یک منطقهٔ مسکونی در ایالات متحده آمریکا است که در ناحیه ریچموند، شهرستان برکس واقع شده‌است. ویرجین‌ویل ۳۰۹ نفر جمعیت دارد و ۱۰۲٫۱۱ متر بالاتر از سطح دریا واقع شده‌است.